# 長吻鋸尾鯊
長吻鋸尾鯊（學名：Galeus longirostris），又稱長吻蜥鯊，是一種目前了解甚少的深海貓鯊，屬於猫鲨科，分布於西北太平洋日本奄美大島、小笠原群島和伊豆群島海域，發現深度從350公尺至550公尺，本魚體長可達80公分，特徵為吻長且扁平，腹鰭至臀鰭間隔較長，和一個沿著尾鰭背側由較大的盾鱗形成的嵴。成體的背側僅深灰色，而幼體的背部和尾巴上有些深色的馬鞍形花紋。

## 分類學
1983年，第一個已知的長吻鋸尾鯊標本在小笠原群島海域被底部延繩釣給釣上。立川浩之 （页面存档备份，存于）和谷內透 （页面存档备份，存于）在1987年發布的日本魚類學雜誌 (Japanese Journal of Ichthyology （页面存档备份，存于）) 上對這個新物種進行了描述，並賦予了種小名 "longirostris" 源自拉丁語longus（長）和rostrum（吻部）。在奄美大島捕獲的一條 68 公分長的雌性被指定為模式標本。在該屬中，本物種與日本鋸尾鯊（G. nipponensis）最為相似。

## 分佈與棲地
長吻鋸尾鯊曾在日本南部的奄美大島、小笠原群島和伊豆群島附近海域被記錄出現。這種底棲物種棲息於350-550公尺深的大陸邊緣，據報告較為常見。